# Chiesa di San Paolo (San Miniato)
La chiesa di San Paolo (monastero delle Clarisse) si trova a San Miniato in provincia di Pisa, diocesi di San Miniato.

## Storia e descrizione
È inclusa nel monastero di clausura delle clarisse, fondato nel Trecento da Margherita Portigiani.
La chiesa è di impianto gotico con due campate quadrate e volte a crociera, affrescate nel primo Settecento con raffigurazioni dell'Immacolata e Santi francescani da Anton Domenico Bamberini. Ai tre altari in pietra sono tele celebrative di santi francescani; all'altar maggiore la Conversione di San Paolo e i Santi Pietro, Francesco e Chiara. Completa l'arredo della chiesa il monumento a Pietro Bagnoli, morto nel 1847 e qui sepolto.
Nel monastero si conservano una tavola cinquecentesca di scuola del Perugino con il Crocifisso e i santi Paolo, Chiara e Francesco e un grande Cristo deposto in cartapesta colorata.